# Filinia
Filinia is een geslacht van raderdiertjes uit de familie van de Trochosphaeridae.

## Soorten
- Filinia brachiata (Rousselet, 1901)
- Filinia cornuta (Weisse, 1847)
- Filinia longiseta (Ehrenberg, 1834)
- Filinia terminalis (Plate, 1886)
- Filinia australiensis Koste, 1980
- Filinia camasecla Myers, 1938
- Filinia hofmanni Koste, 1980
- Filinia pejleri Hutchinson, 1964
- Filinia limnetica (Zacharias, 1893)
- Filinia minuta (Smirnov, 1928)
- Filinia opoliensis (Zacharias, 1898)
- Filinia passa (Müller, 1786)
- Filinia saltator (Gosse, 1886)